# 1578 en science
| Années de la science : 1575 - 1576 - 1577 - 1578 - 1579 - 1580 - 1581    |
| Décennies de la science : 1540 - 1550 - 1560 - 1570 - 1580 - 1590 - 1600 |

Cet article présente les faits marquants de l'année 1578 en science.

## Événements
- 31 mai : découverte des catacombes de Rome[1].
- 9 octobre : la Sorbonne condamne 59 thèses de Paracelse, d'Éraste et de Dessen[2].

- Le pape Grégoire XIII crée l'Observatoire du Vatican ou Tour des vents, en vue de préparer la réforme du calendrier, c'est-à-dire le passage du calendrier julien au calendrier grégorien[3].

## Publications
- Cristobal Acosta : Tractado de las drogas y medicinas de las Indias orientales (Traité sur les drogues et les médecines des Indes orientales) ;
- Roch Le Baillif : Le Demosterion de Roch le Baillif, edelphe medecin spagiric, auquel sont contenuz trois cens Aphorismes latins et français. Sommaire véritable de la médecine Paracelsique, extraicte de luy en la plupart par ledict Baillif, Rennes, Piere Le Bret, 1578 ;
- Giovanni Battista Benedetti : De temporum emendatione opinion ;
- Jacques Besson : Théâtre des instruments mathématiques et mécaniques ;
- Julien Le Paulmier : De Morbis Contagiosis libri septem. Paris, Denys du Val, 1578, in-4°.
- Le géographe flamand Gerardus Mercator publie la deuxième section de son Atlas
- Johannes Praetorius : De cometis, qui antea visi sunt, et de eo, qui novissime mense novembri apparuit, narratio. Nuremberg, chez Gerlach & Montanus

## Naissances

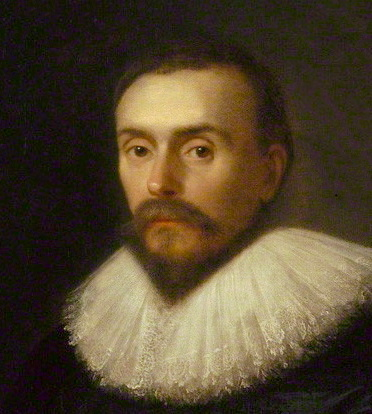
William Harvey

- 1er avril : William Harvey (mort en 1657), médecin anglais.

- Jean du Châtelet (mort vers 1645), minéralogiste français.

## Décès
- 11 août : Pedro Nunes (né en 1502), mathématicien et cosmographe portugais.
- 12 octobre : Cornelius Gemma, astronome et médecin néerlandais (° 25 février 1535).

- Antonio Mizauld (né en 1510), astrologue et médecin français.